# 2431 Skovoroda
2431 Skovoroda је астероид главног астероидног појаса чија средња удаљеност од Сунца износи 2,642 астрономских јединица (АЈ).
Апсолутна магнитуда астероида је 12,8.